# Enganyapastors de les Filipines
L'enganyapastors de les Filipines (Caprimulgus manillensis) és una espècie d'ocell de la família dels caprimúlgids (Caprimulgidae) que habita zones boscoses, camp obert i ciutats, a les terres baixes de les Filipines (excepte les illes Palawan i Calamian).